# Maria Ana Madrigal
Maria Ana Consuelo (Jamby) Madrigal-Valade (Manilla, 26 april 1958) is een Filipijns politicus. Ze was van 1992 tot 1998 onderminister van Sociale Zaken en Ontwikkeling in het kabinet van Fidel Ramos. In 1999 en 2001 was ze presidentieel adviseur op het gebied van jeugdzaken. Van 2004 tot 2010 was Madrigal senator. 
Madrigals grootvader van moederszijde was voormalig opperrechter van het Filipijnse hooggerechtshof, Jose Abad Santos. Diens broer, Pedro Abad Santos, was parlementslid en oprichter van de Filipijnse socialistische partij. Haar grootvader aan haar vaders kant was Vicente Madrigal, een voormalig senator en zakenmagnaat. Ook haar tante, Pacita Madrigal-Gonzales was senator en bovendien minister van Sociale Zaken.
Termijn 2001 - 2007: Angara · Arroyo · Drilon · L. Estrada · Flavier · Lacson · Magsaysay · Osmeña III · Pangilinan · Recto · Villar

Termijn 2004 - 2010: Biazon · Lapid · J. Estrada · Enrile · P. Cayetano · Santiago · Gordon · Lim · Madrigal · Pimentel · Revilla · Roxas
Termijn 2004 - 2010: Biazon · Lapid · Estrada · Enrile · P. Cayetano · Santiago · Gordon · Madrigal · Pimentel · Revilla · Roxas

Termijn 2007 - 2013: Angara · Aquino · Arroyo · A. P. Cayetano · Escudero · Honasan · Lacson · Legarda · Pangilinan · Trillanes · Villar · Zubiri